# 서울가인초등학교
서울가인초등학교는 대한민국 서울특별시 도봉구 창동에 있는 공립 초등학교이다. 학교의 이름은 일제강점기 시대 당시 행정구역이었던 경기도 양주군 노해면 창동리(현 서울특별시 도봉구 창동)에 살았던 독립운동가이자 법률가, 정치인이었던 김병로의 호를 따서 지었다.

## 학교 연혁
- 2003년 12월 30일 설립인가
- 2004년 5월 14일 개교식
- 2005년 8월 30일 학교 상담실 설치
- 2005년 10월 4일 도서실(슬기샘터) 개관 및 강남구 연계 전자도서관 개통
- 2007년 12월 27일 가인지하차도 준공 교문 증축 및 방음벽 설치
- 2010년 12월 31일 전 화장실 온수 공급장치 설치
- 2011년 9월 10일 전교실 PDP 설치
- 2012년 2월 4일 실과실 시설 교체 공사
- 2012년 8월 10일 주차장쪽 담장 설치, 급식실 배관 교체 공사
- 2012년 8월 13일 모래장 및 놀이기구 설치공사
- 2013년 1월 31일 미술실, 실과실 설비 및 교구 개선
- 2015년 2월 26일 교실 바닥 왁스 청소 및 인쇄실, 영양교사실, 급식실 개선 공사 완료
- 2016년 1월 11일 필로티 교체 공사
- 2017년 2월 17일 제13회 졸업(91명, 누계 1866명)
- 2017년 3월 1일 24(특1)학급 편성
- 2017년 8월 16일 창호안전대 교체 공사, 교육경비보조사업 가인초 체육관 벽면 흡음재 교체 공사
- 2018년 2월 28일 교실 천정형 냉난방기 교체 공사
- 2019년 3월 1일 제6대 김동하 교장 부임

## 학교 상징
- 교화(校花) - 개나리 : 미래를 열어가는 끈기있는 가인어린이를 표상
- 교목(校木) - 소나무 : 강한 의지력과 협동심을 키우며 자라나기를 기원

## 참고 자료
- 서울가인초등학교 - 한국교육학술정보원 학교알리미